# Abellio (cràter)
Abellio és un cràter sobre la superfície de Ceres, situat amb el sistema de coordenades planetocèntriques a 35.11 ° de latitud nord i 295.35 ° de longitud est. Fa un diàmetre de 32 km. El nom va ser fet oficial per la UAI el quatre de desembre de 2015 i fa referència al Déu gal de la pomera Abellio.